# Магистральный фантом
«Магистральный фантом» (англ. Freeway Phantom) — прозвище, данное неопознанному серийному убийце, известному похищением, убийством и изнасилованием шести жертв в Вашингтоне с апреля 1971 по сентябрь 1972 года. Все жертвы были молодыми афроамериканками в возрасте от 10 до 18 лет.

## Убийства
Вечером 25 апреля 1971 года 13-летняя Кэрол Спинкс была послана старшей сестрой за продуктами в магазин 7-Eleven, расположенный в полумиле, через границу с Мэрилендом. По дороге домой из магазина Кэрол была похищена, её тело было найдено через шесть дней на травянистой насыпи рядом с полосами в северном направлении шоссе I-295, примерно в 1500 футах к югу от Сьютленд Парквея.
8 июля 1971 года 16-летняя Дарления Джонсон была похищена по дороге на свою летнюю работу в рекреационном центре. Одиннадцать дней спустя её тело было найдено всего в 15 футах от места нахождения тела Кэрол.
27 июля 1971 года 10-летняя Бренда Крокетт, посланная матерью в магазин, не вернулась домой. Через 3 часа после того, как Бренду видели последний раз, раздался телефонный звонок, на который ответила 7-летняя сестра, ждавшая дома, пока родители опрашивали соседей. Бренда плакала на другом конце трубки.
«Белый человек взял меня, и я направляюсь домой в такси». Бренда сказала, что думает, что она находится в Вирджинии, после чего быстро сказала «пока» и бросила трубку.
Спустя короткое время снова зазвонил телефон, на этот раз ответил бойфренд матери Бренды. Это была Бренда, которая повторила ранее сказанное, указав, что она находится в доме с белым мужчиной. Бойфренд попросил её подозвать мужчину к телефону. На заднем плане послышались тяжёлые шаги. Бренда сказала «увидимся» и бросила трубку. Несколько часов спустя попутчики обнаружили тело Бренды в видном месте на Route 50, около I-295 в округе Принс-Джордес, Мэриленд. Она была изнасилована и задушена, на её шее был затянут шарф.
Власти быстро пришли к выводу, что Бренда, вероятно, позвонила домой по приказу убийцы, который сообщил ей ложную информацию, чтобы выиграть время, необходимое для совершения преступления, и препятствовать расследованию. Кроме того, один из свидетелей сообщил, что видел одну из жертв, Дарлению Джонсон, в старом чёрном автомобиле, который вёл афроамериканец, вскоре после её похищения.
12-летняя Неномошия Йетс шла домой из магазина Safeway на северо-востоке Вашингтона 1 октября 1971 года, когда она была похищена, изнасилована и задушена. Её тело было найдено через несколько часов после её похищения, недалеко от обочины на Пенсильвания-авеню в округе Принс-Джорджес. Именно после этого убийства таблоиды дали убийце его прозвище.
15 ноября 1971 года, после обеда с одноклассником по средней школе, 18-летняя Бренда Вудворд возвращалась маршрутным автобусом домой на Мэриленд-авеню. Примерно шесть часов спустя полицейский обнаружил её зарезанной и задушенной в траве возле съезда на Route 202 от шоссе Балтимор — Вашингтон. На груди лежала одежда, в одном из карманов которой было письмо от убийцы:
«Это равнозначно моему бесчувствию (sic!) к людям, особенно к женщинам.
Я признаюсь в других (убийствах), когда вы поймаете меня, если сможете!

Магистральный фантом»
Власти предположили, что записка, написанная на клочке бумаги, вырезанном из школьной тетради жертвы, была написана ею под диктовку.
Последняя жертва была убита 5 сентября 1972 года (около года спустя). 17-летняя старшеклассница средней школы Баллу Диана Уильямс приготовила обед для своей семьи и затем отправилась в гости к бойфренду. Последний раз её видели садящейся в автобус. Некоторое время спустя её тело найдено около I-295, чуть южнее границы округа.

## Расследование и доказательства
За несколько лет было несколько расследований. Проработаны более 100 потенциальных подозреваемых. Прорабатывались учителя, сексуальные преступники, служащие ВВС и др. Все поиски были бесплодными.
Уотергейтский скандал отвлёк много служащих, поэтому расследование продолжилось только в 1974 году. Расследование сфокусировалось на банде «Green Vega Rapists», члены которой были ответственны за множество похищений и изнасилований в округе. Внимание СМИ было приковано к «Green Vega Rapists», но интерес быстро исчез, и все перестали верить, что убийцу найдут.
Ключевой уликой стали синтетические волокна из зелёного ковра, которые были обнаружены на всех телах, кроме одной из жертв. Кроме того, ДНК была извлечена в 2006 году из спермы убийцы, полученной после вскрытия одной из жертв. Однако совпадений не найдено.

## Подозреваемые
В марте 1977 года 58-летний компьютерный техник Роберт Элвуд Аскинс был обвинён в похищении и изнасиловании 24-летней женщины в Вашингтоне у себя дома. Детектив Ллойд Дэвис провёл допрос Аскинса и узнал, что ему было предъявлено обвинение в убийстве в нескольких других преступлениях.
28 декабря 1938 года 19-летний Аскинс, студент и член научного клуба школы для «цветных» девочек, напоил отравленным цианидом виски 5 проституток в публичном доме, вызвав смерть 31-летней Рут МакДональд. 30 декабря в том же месте он зарезал 26-летнюю проститутку Элизабет Джонсон. Он сказал полиции, что он женоненавистник, и был помещён в Аллингерскую больницу. Он вырвался и напал на трёх санитаров со стулом, пока не был взят под контроль. Во время суда выяснилось, что он был полицейским информатором, содействующим аресту проституток. В апреле 1939 года Аскинс был признан душевнобольным и помещён в госпиталь святой Елизаветы.
Через 5 месяцев после освобождения в апреле 1952 года Аскинс задушил 42-летнюю Лауру Кук. Он был осужден за это убийство в 1954 году, обвинённый в ряде других нападений при подобных обстоятельствах, и повторно осуждён за убийство 1938 года, будучи признанным вменяемым и отдававшим себе отчёт. Несмотря на заявления, что цианид он готовил для себя, он был осужден на 20 лет за убийство второй степени. Решение отменено в 1958 году.
После обвинений в изнасилованиях в 1978 году полиция обыскала его дом. Судебные документы были найдены в ящике стола; судья использовал слово «равнозначно» из записки убийцы Бренды Вудворд. Кроме того, коллеги из Национального научного фонда, где Аскинс работал сообщили, что «равнозначно» было словом, которое часто использовалось в его выступлениях.
Следователи, получив ордер на обыск, раскопали весь задний двор. Доказательств найдено не было.
Аскинс, умерший в федеральном исправительном учреждении в Камберленде в 91 год, сознался в совершении 2 похищений и убийств в середине семидесятых, был связан Дэвисом и прессой с фантомом. Сам он отрицал связь с ними, так как «он не настолько сумасшедший, чтобы совершить их».